# Bredgar
Bredgar es una parroquia civil y un pueblo del distrito de Swale, en el condado de Kent (Inglaterra).

## Geografía
Según la Oficina Nacional de Estadística británica, Bredgar tiene una superficie de 8,76 km².

## Demografía
Según el censo de 2001, Bredgar tenía 622 habitantes (48,87% varones, 51,13% mujeres) y una densidad de población de 71 hab/km². El 15,59% eran menores de 16 años, el 75,56% tenían entre 16 y 74 y el 8,84% eran mayores de 74. La media de edad era de 44,24 años. Del total de habitantes con 16 o más años, el 18,67% estaban solteros, el 66,48% casados y el 14,86% divorciados o viudos.
El 95,82% de los habitantes eran originarios del Reino Unido. El resto de países europeos englobaban al 1,61% de la población, mientras que el 2,57% había nacido en cualquier otro lugar. Según su grupo étnico, el 98,07% eran blancos, el 0,48% mestizos, el 0,64% asiáticos y el 0,8% chinos. El cristianismo era profesado por el 81,19%, el hinduismo por el 0,64% y cualquier otra religión, salvo el budismo, el judaísmo, el islam y el sijismo, por el 0,48%. El 12,7% no eran religiosos y el 4,98% no marcaron ninguna opción en el censo.
302 habitantes eran económicamente activos, 296 de ellos (98,01%) empleados y 6 (1,99%) desempleados. Había 271 hogares con residentes y 4 vacíos.